# Aaron Zigman
Aaron Zigman, född 25 augusti 1965 i San Diego, Kalifornien, är en amerikansk kompositör. Zigman har främst komponerat filmmusik.

## Filmografi (urval)
- 2002 – John Q
- 2004 – Dagboken - Jag sökte dig och fann mitt hjärta
- 2005 – The Wendell Baker Story
- 2006 – Step Up
- 2007 – Bron till Terabitia
- 2007 – Good Luck Chuck
- 2007 – Why Did I Get Married?
- 2007 – Martian Child
- 2008 – Step Up 2: The Streets
- 2008 – Sex and the City
- 2009 – The Proposal
- 2009 – Allt för min syster
- 2009 – The Ugly Truth
- 2010 – The Company Men
- 2010 – The Last Song
- 2011 – I Don't Know How She Does It
- 2011 – What's Your Number?
- 2012 – Step Up Revolution
- 2014 – The Other Woman